# Élections législatives de 1906 en Corrèze
Les élections législatives en Corrèze, ont lieu les dimanches 6 mai 1906 et 20 mai 1906.
Elles ont pour but d'élire les 5 députés représentant le département à la Chambre des députés pour un mandat de quatre années.

## Mode de scrutin
L'élection se fait au scrutin d'arrondissement, soit un mode uninominal majoritaire à deux tours.
La circonscription pour l'élection est l'arrondissement.
Le scrutin est individuel, chaque arrondissement élisant un député.
Les arrondissements qui ont plus de cent mille habitants sont divisés. Dans ce cas on élit un député par circonscription électorale.
L'article 18 précise qu'il faut réunir pour être élu au premier tour :
1. La majorité absolue des suffrages exprimés ;
2. Un nombre de suffrages égal au quart des électeurs inscrits.

Au deuxième tour la majorité relative suffit. En cas d'égalité c'est le plus âgé qui est élu.

## Résultats par arrondissement

### Arrondissement de Brive-la-Gaillarde

#### 1recirconscription
- Elle regroupe les cantons du sud de l'arrondissement, soit les cantons de Brive, Larche, Beynat, Meyssac et Beaulieu, au sud du département.

|                | Édouard Lachaud * | Rad ind        | 8 416  | 54,60  |  |  |
|                | Louis Thomas      | Rép G          | 6 998  | 45,40  |  |  |
|                |                   |                |        |        |  |  |
| Inscrits       | Inscrits          | Inscrits       | 19 207 | 100,00 |  |  |
| Votants        | Votants           | Votants        | 15 510 | 80,75  |  |  |
| Blancs et nuls | Blancs et nuls    | Blancs et nuls | 96     | 0,62   |  |  |
| Exprimés       | Exprimés          | Exprimés       | 15 414 | 99,38  |  |  |

*sortant

#### 2ecirconscription
- Elle regroupe les cantons du nord de l'arrondissement, soit les cantons de Lubersac, Juillac, Vigeois, Ayen et Donzenac, à l'ouest du département.

|                | Étienne Bussière * | Rad-soc        | 7 721  | 53,46  |  |  |
|                | François Labrousse | Rad-soc        | 5 301  | 36,70  |  |  |
|                | Pierre Chastrusse  | Conservateur   | 1 419  | 9,83   |  |  |
|                | Dumont             |                | 10     | 0,07   |  |  |
|                |                    |                |        |        |  |  |
| Inscrits       | Inscrits           | Inscrits       | 17 659 | 100,00 |  |  |
| Votants        | Votants            | Votants        | 14 570 | 82,51  |  |  |
| Blancs et nuls | Blancs et nuls     | Blancs et nuls | 127    | 0,87   |  |  |
| Exprimés       | Exprimés           | Exprimés       | 14 443 | 99,13  |  |  |

*sortant

### Arrondissement de Tulle

#### 1recirconscription
- Elle regroupe les cantons de le sud de l'arrondissement, soit les cantons de Tulle-Sud, Argentat, Roche-Canillac, Lapleau, Saint-Privat et Mercœur, au sud du département.

|                | Hippolyte Rouby * | Rad ind        | 8 442  | 63,08  |  |  |
|                | Aimé Andubert     | Progressiste   | 4 849  | 36,23  |  |  |
|                |                   |                |        |        |  |  |
| Inscrits       | Inscrits          | Inscrits       | 18 180 | 100,00 |  |  |
| Votants        | Votants           | Votants        | 13 403 | 73,72  |  |  |
| Blancs et nuls | Blancs et nuls    | Blancs et nuls | 109    | 0,81   |  |  |
| Exprimés       | Exprimés          | Exprimés       | 13 384 | 99,19  |  |  |

*sortant

#### 2ecirconscription
- Elle regroupe les cantons de le nord de l'arrondissement, soit les cantons de Treignac, Uzerche, Seilhac, Corrèze, Égletons et de Tulle-Nord, au centre-nord du département.

|                | Jean Tavé *     | Rad-soc        | 11 487 | 65,32  |  |  |
|                | Gustave Maschat | Libéral        | 6 090  | 34,63  |  |  |
|                | Dupuy           |                | 56     | 0,32   |  |  |
|                | Bach            |                | 4      | 0,02   |  |  |
|                |                 |                |        |        |  |  |
| Inscrits       | Inscrits        | Inscrits       | 22 437 | 100,00 |  |  |
| Votants        | Votants         | Votants        | 17 670 | 78,75  |  |  |
| Blancs et nuls | Blancs et nuls  | Blancs et nuls | 83     | 0,47   |  |  |
| Exprimés       | Exprimés        | Exprimés       | 17 587 | 99,53  |  |  |

*sortant

### Arrondissement d'Ussel
- Elle regroupe tous les cantons de l'arrondissement, au nord du département.

| Candidats      | Candidats                 | Étiquette      | Premier tour | Premier tour |
| Candidats      | Candidats                 | Étiquette      | Voix         | %            |
| -------------- | ------------------------- | -------------- | ------------ | ------------ |
|                | Arthur Delmas *           | Rad-soc        | 7 809        | 59,96        |
|                | Raoul Calary de Lamazière | Progressiste   | 4 909        | 37,70        |
|                | Mazand                    |                | 310          | 2,38         |
|                |                           |                |              |              |
| Inscrits       | Inscrits                  | Inscrits       | 19 693       | 100,00       |
| Votants        | Votants                   | Votants        | 13 087       | 66,46        |
| Blancs et nuls | Blancs et nuls            | Blancs et nuls | 69           | 0,53         |
| Exprimés       | Exprimés                  | Exprimés       | 13 023       | 99,47        |

*sortant